# Метод хорд
Метод хорд (іноді метод лінійного інтерполювання або  метод пропорційних частин) — ітераційний числовий метод знаходження наближених коренів нелінійного алгебраїчного рівняння.
В цьому методі нелінійна функція на виділеному інтервалі {\displaystyle [a;b]} замінюється лінійною (хордою) — прямою, що з'єднує кінці нелінійної функції. 

Перші три ітерації методу хорд. Синім намальована функція f(x), червоним — хорди.

## Метод
Метод хорд визначається наступним рекурентним співвідношенням:
{\displaystyle x_{n}=x_{n-1}-f(x_{n-1}){\frac {x_{n-1}-x_{n-2}}{f(x_{n-1})-f(x_{n-2})}}}
Як видно з цього відношення, метод хорд вимагає двох початкових точок, {\displaystyle x_{0}} і {\displaystyle x_{1}}, які в ідеалі мають бути вибрані в околі розв'язку.

## Збіжність
Скажімо, {\displaystyle x_{n}=x^{*}+e_{n},x_{n+1}=x^{*}+e_{n+1}} де {\displaystyle x^{*}} є коренем {\displaystyle f(x)=0,} а {\displaystyle e_{n},e_{n+1}} це похибки на n та n+1 ітераціях і {\displaystyle x_{n},x_{n+1}} це наближення {\displaystyle x^{*}} на n та n+1 ітераціях. Якщо {\displaystyle e_{n+1}=Ke_{n}^{p},} де {\displaystyle K} це деяка стала , тоді швидкість збіжності метода який генерує {\displaystyle \{x_{n}\}} становить {\displaystyle p.}
Ми покажемо, що метод хорд має надлінійну збіжність.
Доведення: Ітераційна схема для метода хорд така:

| {\displaystyle x_{n+1}={\frac {f(x_{n})x_{n-1}-f(x_{n-1})x_{n}}{f(x_{n})-f(x_{n-1})}}} | \| \| \| \| \| \| \| \| | (1) |
|                                                                                        |                         |     |
|                                                                                        |                         |     |

| {\displaystyle x_{n+1}=x_{n}-{\frac {f(x_{n})(x_{n}-x_{n-1})}{f(x_{n})-f(x_{n-1})}}.} | \| \| \| \| \| \| \| \| | (2) |
|                                                                                       |                         |     |
|                                                                                       |                         |     |
Нехай {\displaystyle f(x^{*})=0} і {\displaystyle e_{n}=(x^{*}-x_{n})} тоді помилка на n ітерації в оцінюванні {\displaystyle x^{*}} становить:

| {\displaystyle {\begin{matrix}x_{n+1}=e_{n+1}+x^{*}\\x_{n}=e_{n}+x^{*}\\x_{n-1}=e_{n-1}+x^{*}\end{matrix}}} | \| \| \| \| \| \| \| \| | (3) |
| |                         |     |
| |                         |     |
Використовуючи (3) і (2) ми маємо

| {\displaystyle e_{n+1}={\frac {e_{n-1}f(x_{n})-f(x_{n-1})e_{n}}{f(x_{n})-f(x_{n-1})}}} | \| \| \| \| \| \| \| \| | (4) |
|                                                                                        |                         |     |
|                                                                                        |                         |     |
По теоремі Лагранжа, {\displaystyle \exists \xi _{n}\in int(x_{n},x^{*})} таке, що
{\displaystyle f'(\xi _{n})={\frac {f(x_{n})-f(x^{*})}{x_{n}-x^{*}}}}
{\displaystyle \because f(x^{*})=0,x_{n}-x^{*}=e_{n}}
Ми маємо

| {\displaystyle f'(\xi _{n})={\frac {f(x_{n})}{e_{n}}}} тоді {\displaystyle f(x_{n})=e_{n}f'(\xi _{n})} | \| \| \| \| \| \| \| \| | (5) |
| |                         |     |
| |                         |     |
Аналогічно

| {\displaystyle f(x_{n-1})=e_{n-1}f'(\xi _{n-1})} | \| \| \| \| \| \| \| \| | (6) |
|                                                  |                         |     |
|                                                  |                         |     |
Підставляючи (5) і (6) у (4) ми отримуємо
{\displaystyle e_{n+1}=e_{n}e_{n-1}{\frac {f'(\xi _{n})-f'(\xi _{n-1})}{f(x_{n})-f(x_{n-1})}},}

| тобто {\displaystyle e_{n+1}\propto e_{n}e_{n-1}} | \| \| \| \| \| \| \| \| | (7) |
|                                                   |                         |     |
|                                                   |                         |     |
За визначенням швидкості збіжності порядку {\displaystyle p}

| {\displaystyle {\begin{matrix}e_{n}\propto e_{n-1}^{p}\\e_{n+1}\propto e_{n}^{p}\end{matrix}}} | \| \| \| \| \| \| \| \| | (8) |
|                                                                                                |                         |     |
|                                                                                                |                         |     |
З (7) і (8) випливає
{\displaystyle e_{n}^{p}\propto e_{n-1}^{p}e_{n-1}}

| {\displaystyle e_{n}\propto e_{n-1}^{(p+1)/p}} | \| \| \| \| \| \| \| \| | (9) |
|                                                |                         |     |
|                                                |                         |     |
З (8) і (9) маємо
{\displaystyle p=(p+1)/p}
тоді {\displaystyle p^{2}-p-1=0,} отже {\displaystyle p={\frac {1\pm {\sqrt {5}}}{2}}.}
Тобто {\displaystyle p>0,p=1.618} і значить {\displaystyle e_{n+1}\propto e_{n}^{1.618}.}
Отже збіжність надлінійна.